# Kildare GAA
Il Kildare County Board, più conosciuto come Kildare GAA, è uno dei 32 county board irlandesi responsabile della promozione degli sport gaelici nella contea di Kildare e dell'organizzazione dei match della propria rappresentativa (Kildare GAA è usato anche per indicare le franchigie degli sport gaelici della contea) con altre contee.

## Calcio gaelico
Nel 1988 Kildare entrò per la prima volta nell'All-Ireland Senior Football Championship venendo sconfitta da Dublino. La squadra contribuì notevolmente all'evoluzione dello sport a livello tattico e ciò diede i suoi frutti. Infatti la formazione conquistò quattro titoli All-Ireland: nel 1905, 1927 e 1928 contro Kerry e nel 1919 contro Galway. Fu anche la prima squadra ad aggiudicarsi la Sam Maguire Cup nel 1928, impresa che non le è più riuscita. In seguito al periodo d'oro, nonostante alcuni buoni risultati la squadra è ritornata a buoni livelli solo verso la fine del secondo millennio, raggiungendo la finale nazionale nel 1998, poi persa e vincendo due Leinster Senior Football Championship nel 1998 e nel 2000.

### Titoli
- All-Ireland Senior Football Championship: 4
  - 1905, 1919, 1927, 1928
- All-Ireland Under-21 Football Championship: 1
  - 1965
- Leinster Senior Football Championship: 13
  - 1903, 1905, 1919, 1926, 1927, 1928, 1929, 1930, 1931, 1935, 1956, 1998, 2000
- Leinster U21 Football Championship: 9
  - 1965, 1966, 1967, 1972, 1976, 1992, 1983, 2004, 2008
- Leinster Minor Football Championship: 5
  - 1973,  1975, 1983, 1987, 1991
- Leinster Junior Football Championship: 10
  - 1913, 1914, 1927, 1931, 1938, 1956, 1965, 1967, 1970, 2004

#### Piazzamenti
- National Football League:

Finalista: 1928, 1929, 1958, 1968, 1991

## Hurling
L'hurling non ha mai riscosso grande successo a Kildare tantoché il massimo risultato di cui la squadra si può vantare sono due semifinali provinciali raggiunte nel 1962 e 1966.

### Titoli
- All-Ireland Senior B Hurling Championships: 4
  - 1974, 1960, 1989, 2004
- All-Ireland Intermediate Hurling Championships: 1
  - 1969
- All-Ireland Junior Hurling Championships: 2
  - 1962, 1966
- Leinster Senior Hurling Championship Semi-finalisti: 2
  - 1976, 1977
- Leinster Junior Hurling Championships: 3
  - 1934, 1962, 1966
- Leinster Intermediate Hurling Championships: 1
  - 1969
- Leinster Under 21 B Championship: 1
  - 2007
- National Hurling League:
  - Quarti di Finale: 3
  - 1971, 1974, 1975
  - Division 3A:
  - 2009
- All-Ireland Under 16 'B' Hurling Championship: 2
  - 1991, 2002